# Bettina Flater
Bettina Flater (Nairobi, Kenia, 22 de diciembre de 1976) es una cantautora y guitarrista flamenca noruega.

## Biografía
Comenzó su carrera profesional en 1996, desarrollando sus primeros trabajos como cantautora e influida por la música anglosajona. Una década más tarde, se traslada a Madrid, donde descubre y se apasiona por el flamenco. Tras recibir clases de guitarra clásica, primero en Noruega y posteriormente en Sevilla, Flater se ha convertido en una de las más afamadas guitarristas de este género en la actualidad.
Ha colaborado en grabaciones con algunos de los grandes nombres de la música flamenca, como Manolo Sanlúcar, Jorge Pardo, Marco Flores o Paco Ortega, y ha sido una habitual de numerosos festivales de música flamenca tanto en España (Flamenco pa tós, Suma Flamenca, Festival de Flamenco de Jerez o Madrid en Danza) como en el extranjero (Trondheim Latinfestival, Helsinki Flamenco Festival, Nordic Flamenco Festival de Estocolmo o Festival Flamenco de Nimes).   
En 2009 forma su cuarteto Bettina Flater Grupo y tres años más tarde lanza su primer CD, Women en Mí, en el que rinde homenaje a grandes mujeres desconocidas y que han marcado su vida. En él se fusionan las tres grandes influencias musicales que han marcado su trayectoria: la música anglosajona, el flamenco y el folklore y la mitología de Noruega, lo que se repetirá en su segundo trabajo La Gota y la Mar (2014).   

## Discografía
Discografía propia
- Women en mí, WeM Records, Madrid/Oslo (2012).
- La Gota y la Mar, WeM Records, Madrid/Oslo (2014).

Colaboraciones y discos conjuntos
- Fortell fra Spania Tobben - Geirr Lystrup, Juni Forlag, Oslo (2011).
- Cruxando Fronteraz - Hanne Tveter, Nordic Records, Oslo (2011).
- Rondane (Bettina Flater) - Manolo Sanlúcar, Enciclopedia Audiovisual del Flamenco, Sanlúcar de Barrameda (2009).
- Sangre Nueva, Jóvenes Flamencas - Paco Ortega, Universal, Madrid (2008).
- Ansikter - Inger Lise Rypdal, Erik Hillestad, Kirkelig Kulturverksted, Oslo (2007).
- Opening Doors, Oslo (1997).

## Premios y nominaciones
- Premio de la Crítica del Festival de Flamenco de Jerez (2016)